# Minunthozetes pseudofusiger
Minunthozetes pseudofusiger är en kvalsterart som först beskrevs av Schweizer 1922.  Minunthozetes pseudofusiger ingår i släktet Minunthozetes och familjen Punctoribatidae. Inga underarter finns listade i Catalogue of Life.